# Ludo Van Thillo
Ludo Van Thillo (Borgerhout, 2 februari 1931 - Hove, 4 december 2022) was een Belgisch ondernemer. Hij stond in de jaren 1970 en 1980 aan de basis van het media-imperium DPG Media dat zijn zoon Christian later zou uitbouwen.

## Biografie
Ludo Van Thillo was een zoon van Cyriel Van Thillo, die in 1950 drukkerij Patria kocht, en een broer van Herman Van Thillo, actief in de financiële sector en tevens senator voor de VLD.
De Antwerpse familie Van Thillo was eigenaar van de tijdschriften Dag Allemaal en Joepie. Ludo Van Thillo en zijn broer Joris kwamen in 1956 aan het hoofd te staan van het familiebedrijf dat hun vader in twee delen had gesplitst: Drukkerij en Rotogravure Astra enerzijds en Uitgeverij Sparta anderzijds. In 1987 kocht de familie onder leiding van Ludo Van Thillo de meerderheid van Uitgeverij Hoste, eigenaar van de krant Het Laatste Nieuws. In 1987 stapte het bedrijf met acht andere aandeelhouders in de oprichting van de Vlaamse Televisie Maatschappij, het omroepbedrijf achter televisiezender VTM.
In 1989 nam zijn zoon Christian de leiding van het bedrijf over. Het Laatste Nieuws en VTM zouden later volledig worden overgenomen, wat de basis vormde voor het media-imperium van de familie Van Thillo, eerst als De Persgroep en vervolgens als DPG Media.